# Beaufortzee

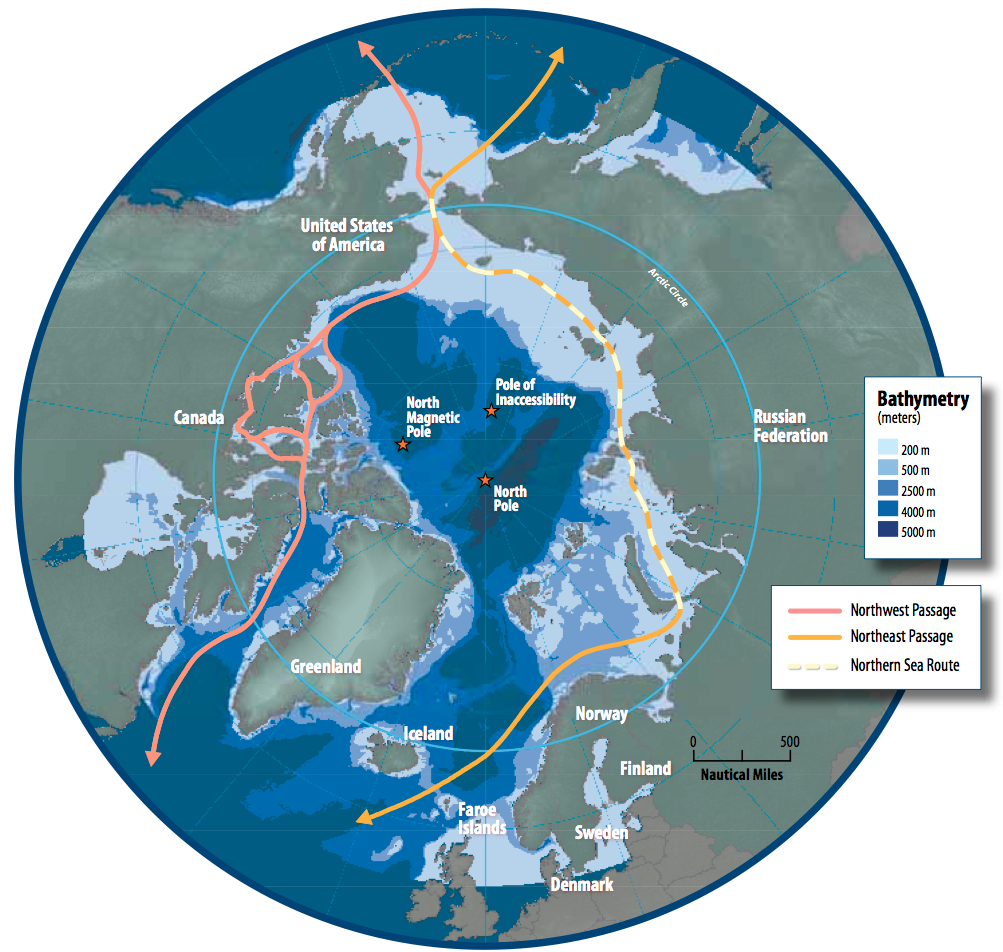
Routes van de Noordwestelijke Doorvaart

De Beaufortzee is een randzee in de Noordelijke IJszee ten noorden van Canada en Alaska. De zee loopt ongeveer van Point Barrow (Alaska) tot Bankseiland in Noord-Canada. De Beaufortzee is vernoemd naar de Britse admiraal Francis Beaufort.
Ten westen ligt de Tsjoektsjenzee. In het zuidoosten ligt de Golf van Amundsen die als onderdeel van de Beaufortzee wordt beschouwd. Ten noordoosten van de zee ligt de M'Clure Strait.

## Noordwestelijke Doorvaart
Eeuwenlang is er geprobeerd om langs de noordkant van het Amerikaanse continent een vaarroute te vinden om van de Atlantische Oceaan naar Beaufortzee en de Grote Oceaan te komen, de Noordwestelijke Doorvaart. Vanuit de Baffinbaai lopen de zeeroutes via het Parrykanaal om uiteindelijk uit te komen in de Beaufortzee. Vanaf het Baffinbaai kan men:
- Lancasterzeestraat - Straat Barrow - Peel Sound (ten oosten langs het Prins van Waleseiland) - Larsen Sound - Victoria Strait - Koningin Maudgolf - Dease-straat - Coronationgolf - Dolphin and Union Strait - Golf van Amundsen - Beaufortzee
- Lancasterzeestraat - Straat Barrow - M'Clintock Channel (ten westen langs het Prins van Waleseiland, ten oosten langs Victoria-eiland) - Larsen Sound - Victoria Strait - Koningin Maudgolf - Dease-straat - Coronationgolf - Dolphin and Union Strait - Golf van Amundsen - Beaufortzee
- Lancasterzeestraat - Straat Barrow - Viscount Melville Sound - Prince of Wales Strait (ten westen langs Victoria-eiland) - Golf van Amundsen - Beaufortzee
- Lancasterzeestraat - Straat Barrow - Viscount Melville Sound - M'Clure Strait - Beaufortzee